# Max Bolkart
Max Bolkart, född 29 juli 1932 i Oberstdorf i delstaten Bayern, död 28 april 2025, var en tysk backhoppare som tävlade för Västtyskland. Han deltog i tre olympiska spel och vann tysk-österrikiska backhopparveckan säsongen 1959/1960. Han representerade SC Oberstdorf.

## Karriär
Max Bolkart startade idrottskarriären som alpinist, men resultaten uteblev på grund av hans småväxta kropp. Bolkart satsade i stället på backhoppning och arbetade sig snabbt in i den västtyska backhoppningseliten.
Tysk-österrikiska backhopparveckan
Max Bolkart deltog i andra säsongen i tysk-österrikiska backhopparveckan. Han blev nummer 16 i öppningstävlingen på hemmaplan i Schattenbergschanze i Oberstdorf 31 december 1953. Hans första pallplacering i en deltävling i backhopparveckan kom i Bergiselschanze i Innsbruck i Österrike 6 januari 1955 då han tog tredjeplatsen, 3,0 poäng efter Torbjørn Ruste från Norge och 1,0 poäng efter Hemmo Silvennoinen från Finland. Bolkart blev nummer 9 sammanlagt i backhopparveckan säsongen 1954/1955. Finländarna (med sin nya aerodynamiska stil, med armarna bakåt och intill kroppen, vann en trippel sammanlagt. Bolkart fortsatte att hoppa med armarna framåt. Bolkart, Helmut Recknagel från DDR och Arne Larsen (den norska utövaren av nordisk kombination) var bland de få som fortsatte att hoppa med den gamla stilen.
Säsongen 1956/1957 kom Max Bolkart för första gången på prispallen i sammandraget i backhopparveckan. Han blev nummer tre sammanlagt efter finländarna Pentti Uotinen och Eino Kirjonen. Säsongen 1957/1958 blev Bolkart nummer 7 sammanlagt. Helmut Recknagel vann turneringen. Recknagel vann även nästa säsong, 1958/1959, sammanlagt. Inför säsongen 1959/1960 i backhopparveckan nekades de östtyska backhopparna (bland annat Helmut Recknagel) inresa i Västtyskland som följd av det kalla kriget. Max Bolkart vann de tre första deltävlingarna i turneringen, i Oberstdorf, Garmisch-Partenkirchen och Innsbruck. En femteplats i avslutningstävlingen i Bischofshofen var tillräcklig för att vinna backhopparveckan sammanlagt. Bolkart vann före tre österrikiska backhoppare.
Olympiska spelen
Max Bolkart deltog i tre olympiska spel för "Tysklands förenade lag". (Deltagare från Västtyskland och Östtyskland tävlade tillsammans, som ett "gemensamt tyskt lag", i olympiska vinterspelen 1956, 1960 och 1964.) Under vinter-OS 1956 i Cortina d'Ampezzo i Italien blev Bolkart nummer 4, 2,0 poäng från en OS-medalj. I OS 1960 i Squaw Valley i USA blev Bolkart nummer 6, 14,6 poäng efter guldvinnaren och lagkamraten Helmut Recknagel. I sitt sista OS, i Innsbruck 1964, delade han en 37:e plats.
Andra tävlingar
Bolkart blev tysk mästare i backhoppning fyra gånger, 1956, 1957, 1958 och 1964. Bolkart avslutade sin idrottskarriär 1966.